# Casa à Rua Sorocaba, 200

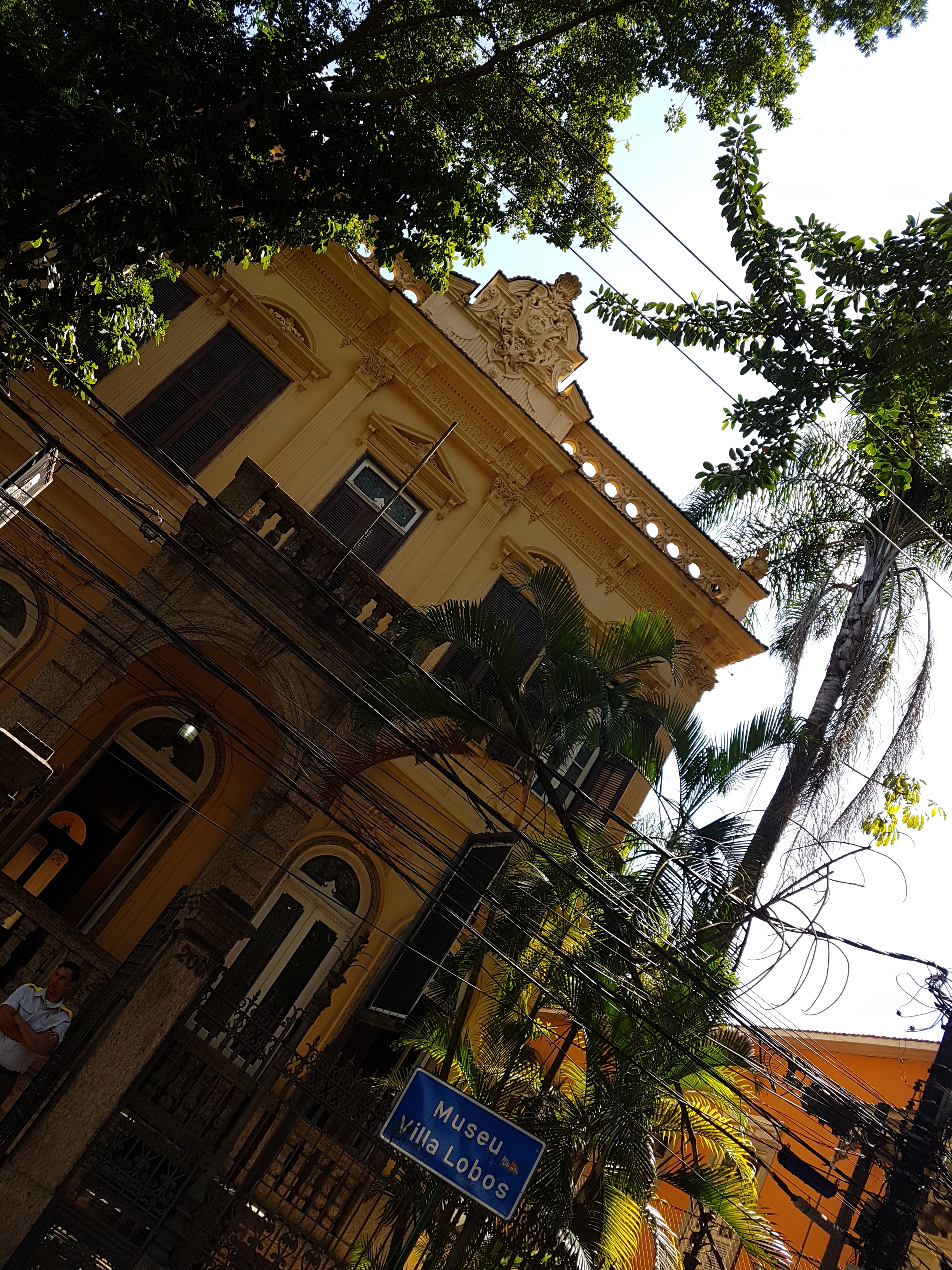
Casa à Rua Sorocaba, 200 (Sede do Museu Villa-Lobos)

A Casa à Rua Sorocaba, 200, localizada no bairro de Botafogo, na cidade Rio de Janeiro – RJ, abriga atualmente o Museu Villa-Lobos.

## História
A Casa à Rua Sorocaba, 200, conhecida também como Museu Villa-Lobos, constitui um conjunto histórico e faz limite aos fundos com outros dois edifícios, são eles: Casa à Rua das Palmeiras, 35 e Casa à Rua das Palmeiras, 55.
Seu ambiente conta com três salas de múltiplo uso, onde abrigam a exposição permanente e exposições temporárias, exibições de vídeos, concertos didáticos e pequenos recitais. A estrutura conta ainda com três reservas técnicas e uma biblioteca aberta ao público. O prédio possui jardins no seu entorno e uma concha acústica que permite eventos ao ar livre
O edifício foi tombado pelo IPHAN – Instituto do Patrimônio Histórico e Artístico Nacional em 27 de fevereiro de 1967.